# Ministère des Ressources hydrauliques et de l'Électricité
 (décembre 2024).
Le Ministère des Ressources hydrauliques et de l'Électricité de la République démocratique du Congo (RDC) est chargé de la gestion et du développement des secteurs de l'eau et de l'électricité dans le pays.

## Missions
- Gérer la politique de l’énergie sous toutes ses formes notamment l’élaboration de la stratégie d l’Énergie, la mise en place d’un plan directeur de l’électricité et les mécanismes de régulation ;
- Le développement du potentiel de production, de transport et de distribution de l’eau et l’électricité;
- Participer à l'élaboration et la mise à jour des études de schémas d'aménagements;
- Le développement des capacités d’exportation de l’énergie électrique et des fournitures domestiques ;
- Gérer les reformes et restructurations afférentes nécessaires pour améliorer l’efficacité du secteur de l’énergie en collaboration avec le Ministère du Portefeuille;
- D'appliquer la législation en vigueur et l’adapter, au besoin ;
- D'octroyer l'agrément pour la fourniture des biens et services en matière d’énergie ;
- D'octroyer les droits, par convention, en matière de construction des barrages hydroélectriques des lignes de transport ;
- D'assurer le suivi et contrôle technique des activités de protection, transport et distribution d’eau et de l’électricité.
- D'assurer la politique de distribution d’eau et d’électricité ;
- D'assurer le contrôle technique des entreprises de production, de transport et de commercialisation d’eau et d’électricité ;
- D'assurer la gestion des ressources énergétiques ;
- D'assurer la gestion du secteur d’eau potable et hydraulique et du secteur de l’électricité

## Organisation
- Cabinet
- Secrétariat général
- Direction des services généraux
- Inspection générale
- Direction des Etudes et des Aménagements Hydrauliques
- Direction de la Mobilisation des Ressources en Eau
- Direction de l’Alimentation en Eau Potable
- Direction de l’Assainissement et de la Protection de l'Environnement
- Direction de l’ Hydraulique Agricole
- Direction des Ressources Humaines, de la Formation et de la Coopération
- Direction du Budget, et des Moyens
- Direction de la Réglementation et du Contentieux